# Val Terbi
Val Terbi är en kommun i distriktet Delémont i kantonen Jura, Schweiz. Kommunen har 3 269 invånare (2023).
Val Terbi bildades den 1 januari 2013 genom en sammanslagning av kommunerna Vicques, Montsevelier och Vermes. Den 1 januari 2018 tillkom Corban.